# جامع أبي محمد المرجاني
جامع أبي محمد المرجاني هو جامع من جوامع مدينة تونس، يقع بالحلفاوين، بالرّبض الشّمالي للمدينة.

## الموقع
يقع لجّامع بنهج الحلفاوين عدد 33.

## التّسمية
يستمدّ الجامع تسميته من اسم مؤسّسه الشّيخ  أبو محمد عبد الله المرجاني، الصّديق المقرّب للولي الصّالح أبو الحسن الشاذلي

## التّاريخ
تمّ تأسيسه في القرن السّابع هجري الموافق للقرن الثالث عشر ميلادي ووقع ترميمه ما بين سنتي 1963 و1966.

أهمّ ما يميّزه، المنبر المصنوع من الخشب، تعود صناعته إلى سنة 1493، ونقشت عليه الشهادتان، والنّافورة التي لا تزال موجودة به إلى الآن.

## معرض الصّور

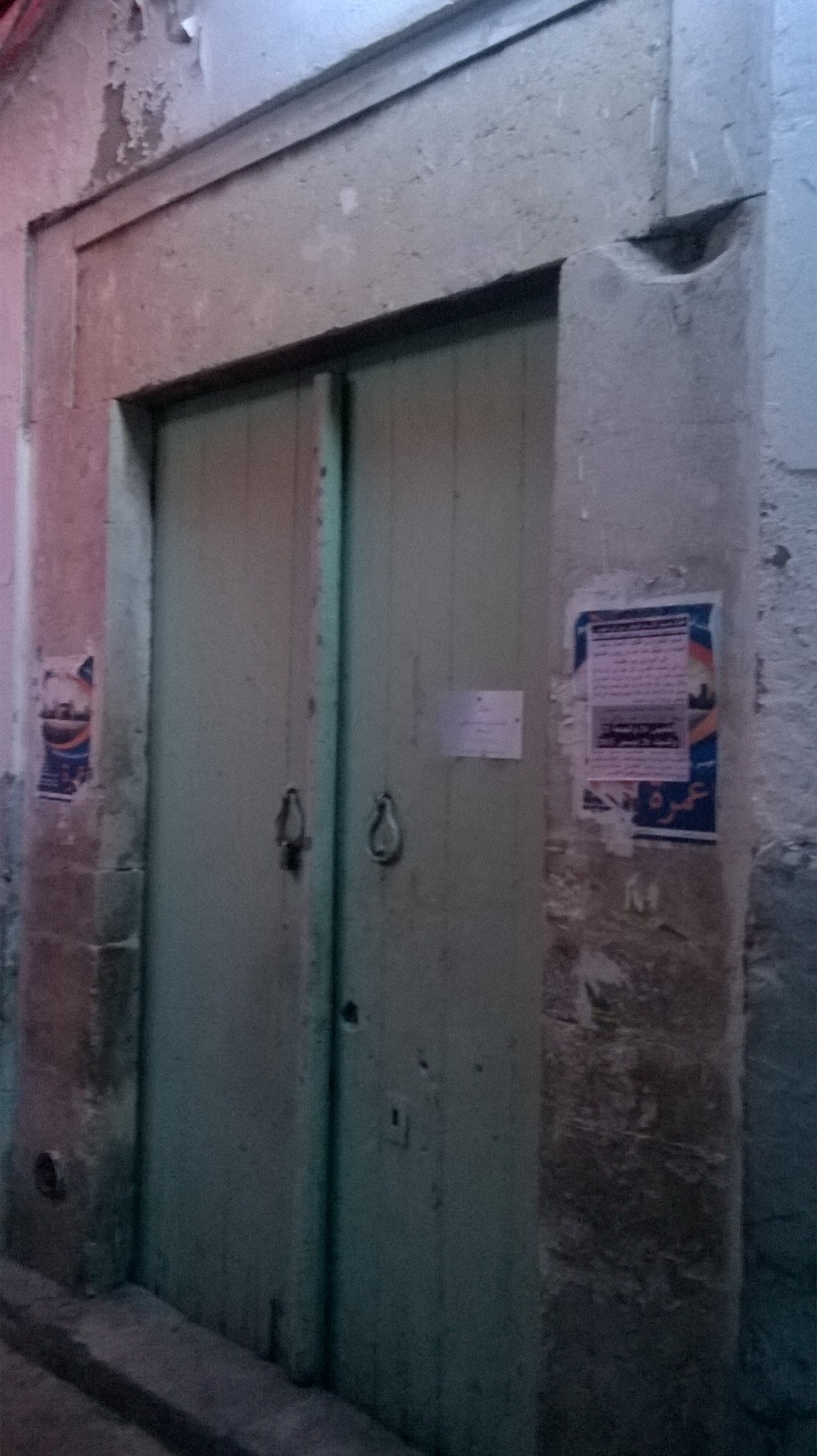
الباب الرّئيسي لجامع أبي محمد المرجاني
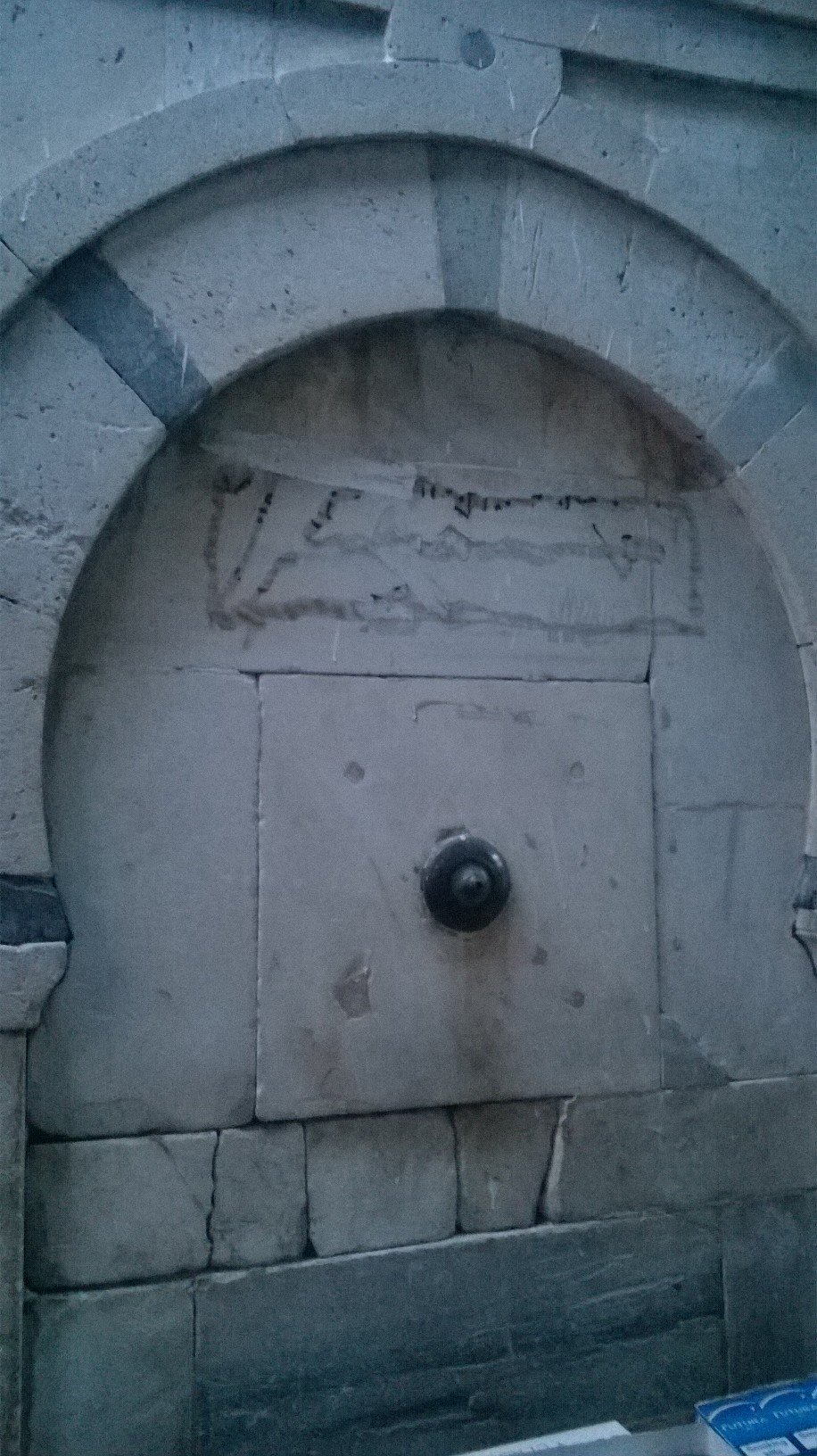
نافورة قديمة بالجامع
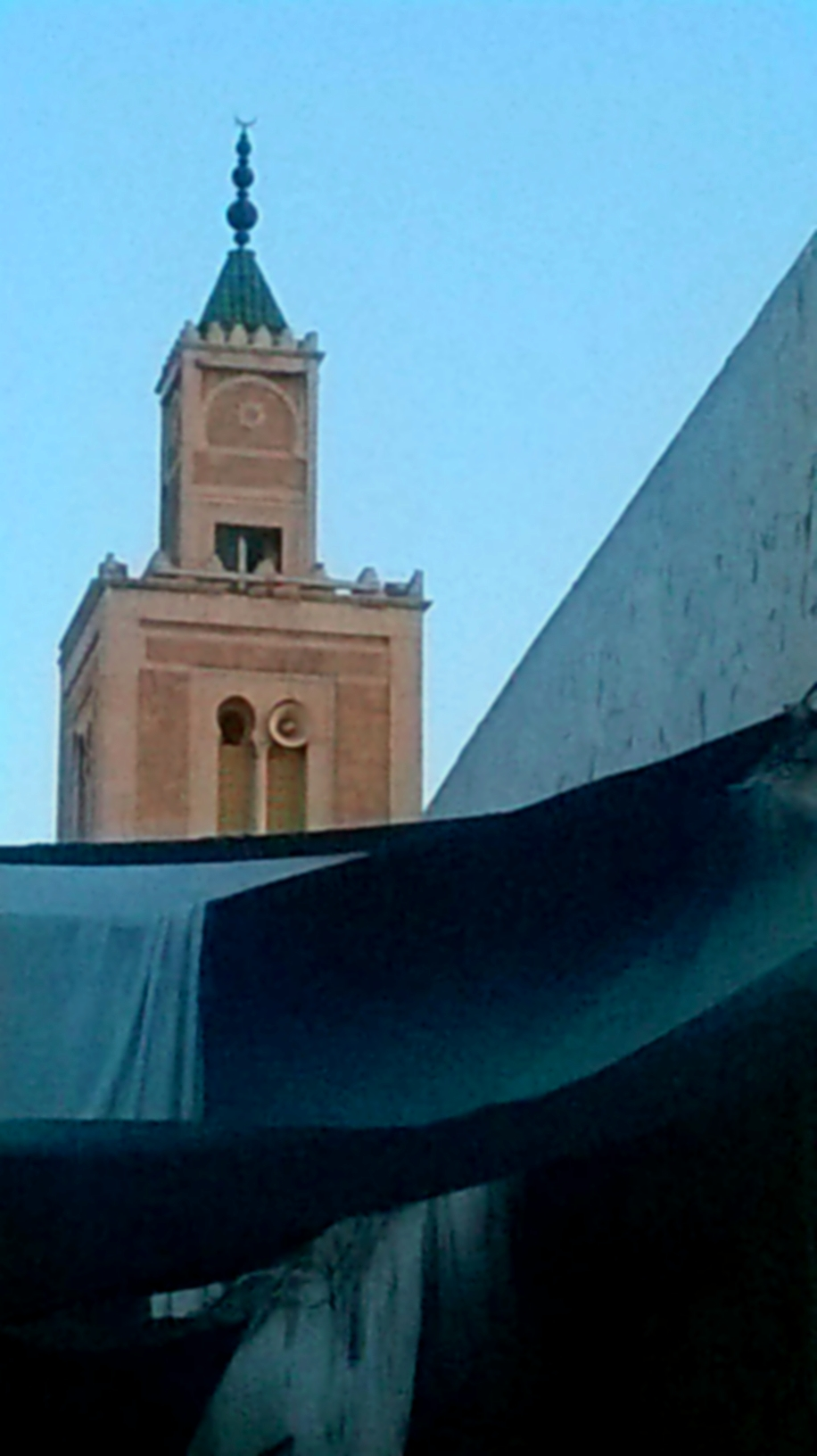
مئذنة الجّامع
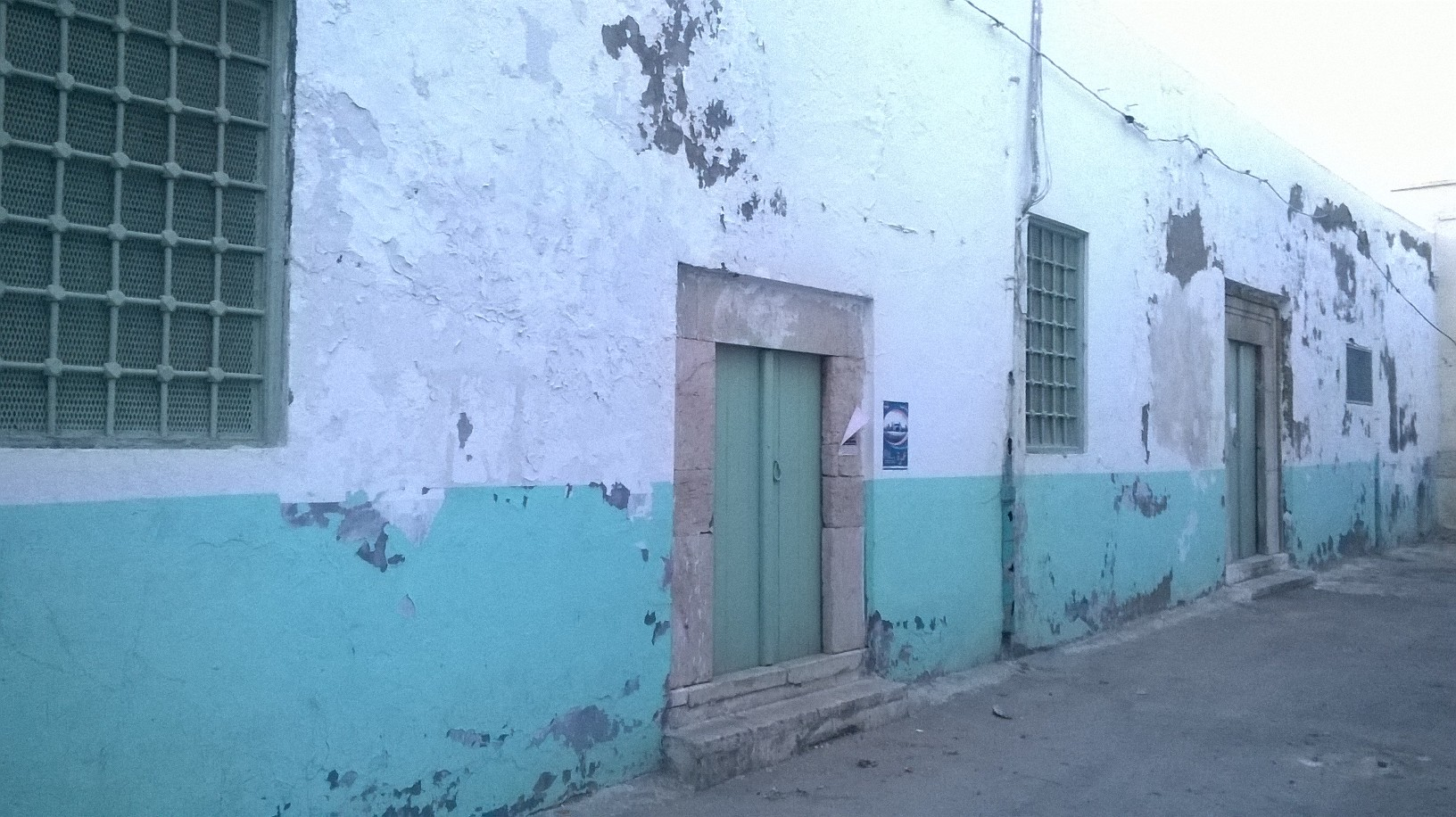
باب الدّخول إلى الجّامع
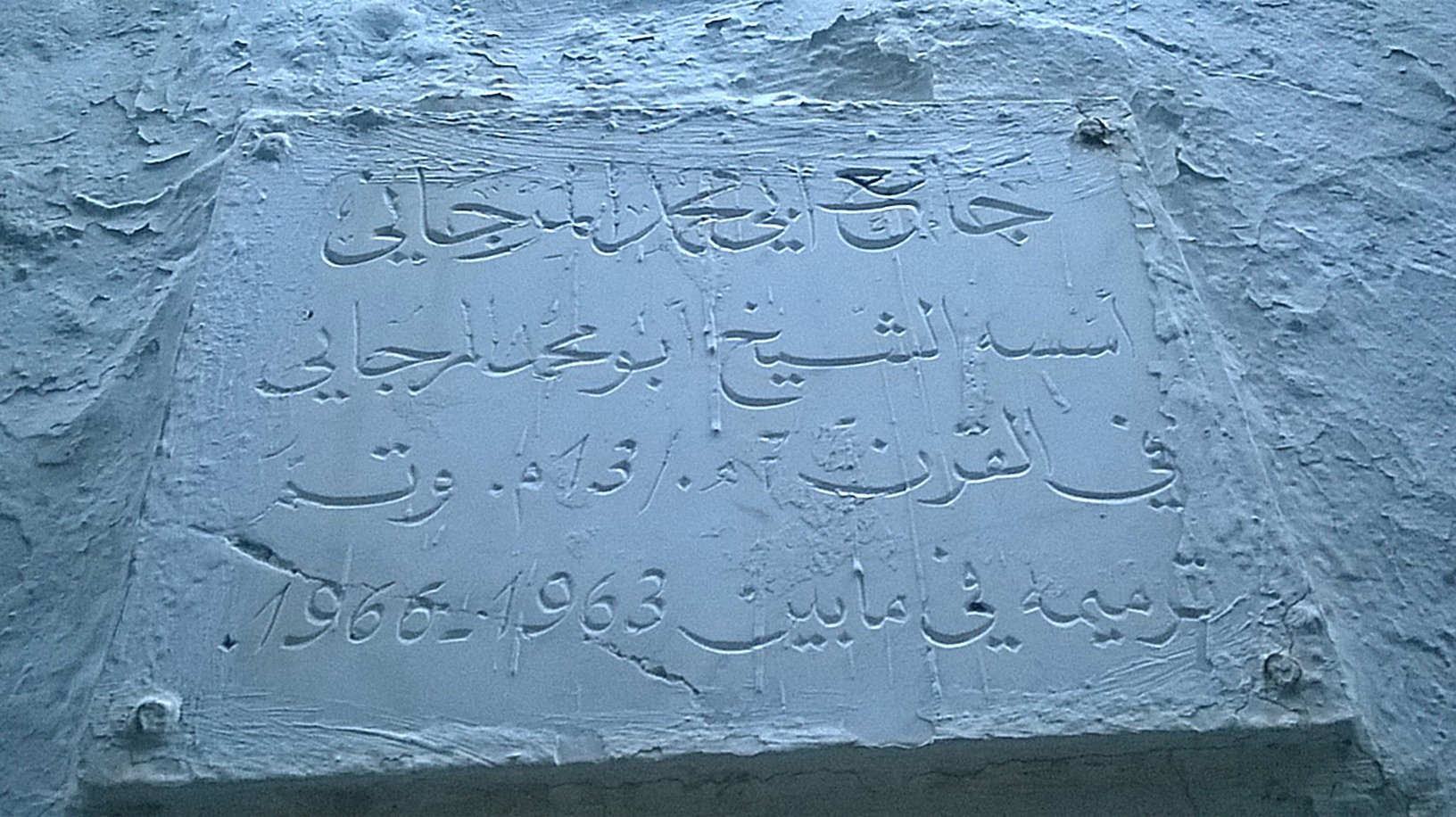
لوحة